# Truxton (Missouri)
Truxton è un villaggio degli Stati Uniti d'America, situato nello Stato del Missouri, nella contea di Lincoln.